# 莫臥兒—薩非戰爭 (1622年—1623年)
莫臥兒-薩非戰爭（Mughal–Safavid War），是莫臥兒帝國與伊朗薩非王朝對阿富汗南部重鎮坎大哈的爭奪。
阿拔斯一世希望佔回坎大哈要塞，因為他在1595失去了它，1605年赫拉特省長侯塞因汗圍攻坎大哈，但莫臥兒省長沙·伯克汗頑強防守，和明年到達的莫臥兒軍隊緩解了圍困，薩非王朝被迫撤退。隨著奧斯曼-薩非戰爭（1603年至1618年）結束，阿拔斯重新把兵力放在東方，因此在1621年，他下令軍隊聚集在內沙布爾，在5月20日阿拔斯來到坎大哈立即開始圍攻，雖然賈漢季接到信息但反應遲緩，當地3000人駐軍不能持續很長時間抵抗。
因此在45天後的圍困後，全市在6月22日落在薩非王朝手中，當時賈漢季和兒子在德干一帶戰鬥，沒能作出支援。